# Michiyo Kogure
Michiyo Kogure  (木暮 実千代?, Kogure Michiyo), pseudonimo di Tsuma Wada (和田 つま?, Wada Tsuma; Shimonoseki, 31 gennaio 1918 – Tokyo, 13 giugno 1990), è stata un'attrice giapponese. Ha recitato in 89 film dal 1939 al 1984. Tra i suoi film più famosi si ricordano L'angelo ubriaco di Akira Kurosawa, La strada della vergogna di Kenji Mizoguchi e Il sapore del riso al tè verde di Yasujirō Ozu.

## Filmografia parziale

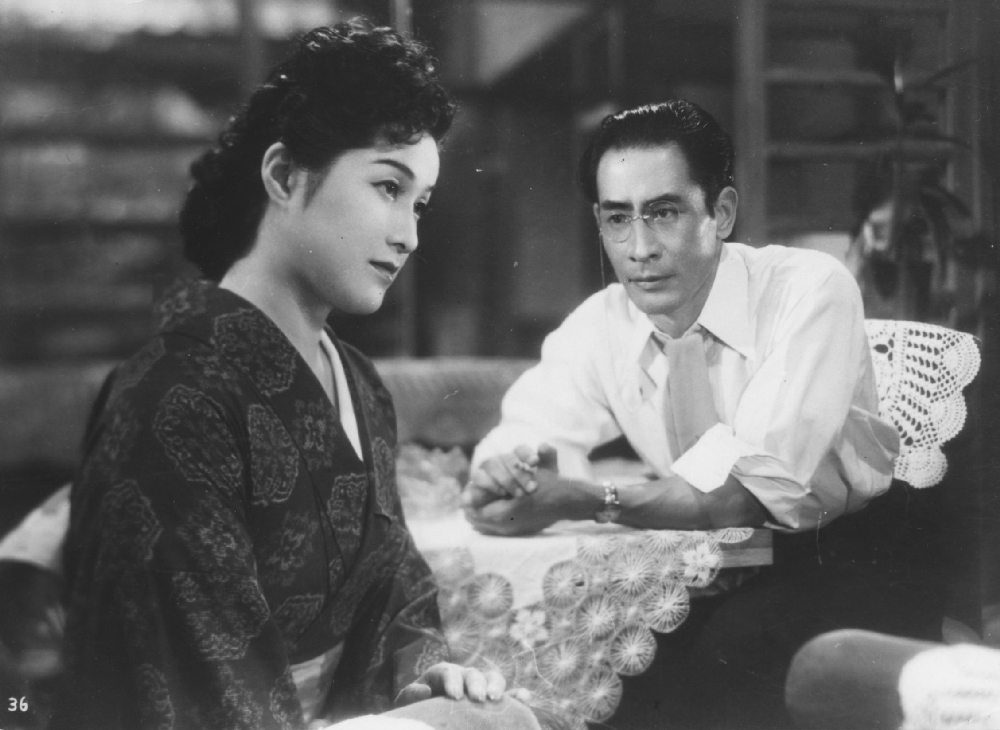
Michiyo Kogure e Sō Yamamura in Il ritratto della signora Yuki (1950)

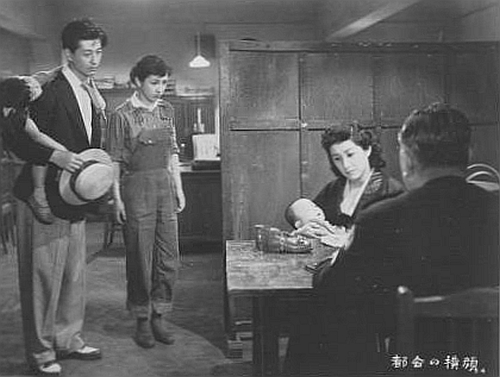
Ryō Ikebe, Ineko Arima e Michiyo Kogure in Tokai no yokogao (1953)

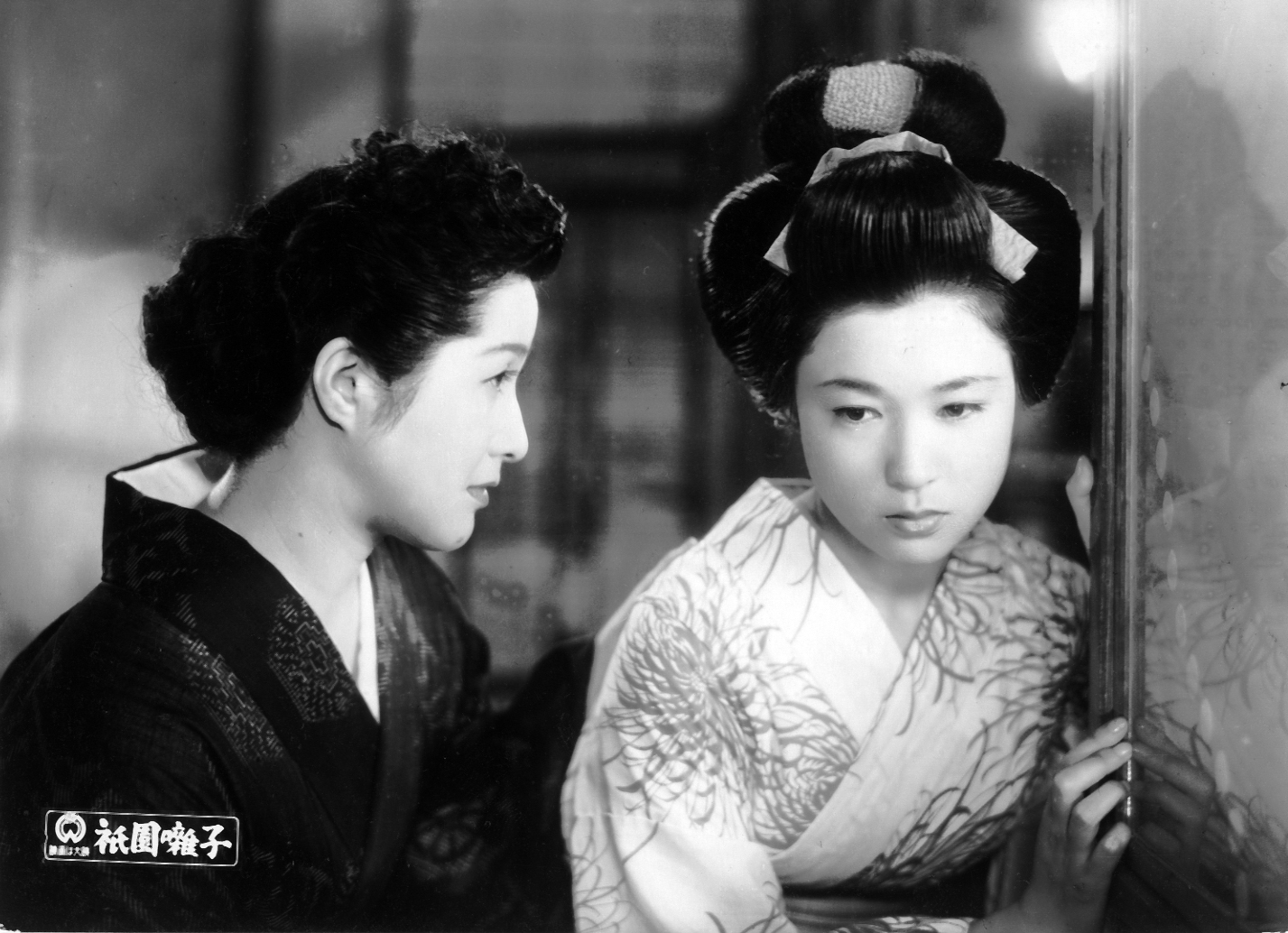
Michiyo Kogure e Ayako Wakao in Gion bayashi (1953)

- Mokuseki, regia di Heinosuke Gosho (1940)
- L'angelo ubriaco, regia di Akira Kurosawa (1948)
- Aoi sanmyaku, regia di Tadashi Imai (1949)
- Zoku aoi sanmyaku, regia di Tadashi Imai (1949)
- Il ritratto della signora Yuki, regia di Kenji Mizoguchi (1950)
- Shikko yuyo, regia di Shin Saburi (1950)
- Umi no hanabi, regia di Keisuke Kinoshita (1951)
- Genji monogatari, regia di Kōzaburō Yoshimura (1951)
- Inazuma sōshi, regia di Hiroshi Inagaki (1951)
- Il sapore del riso al tè verde, regia di Yasujirō Ozu (1952)
- Tokai no yokogao, regia di Hiroshi Shimizu (1953)
- Gion bayashi, regia di Kenji Mizoguchi (1953)
- La nuova storia del clan Taira, regia di Kenji Mizoguchi (1955)
- Jirō monogatari, regia di Hiroshi Shimizu (1955)
- La strada della vergogna, regia di Kenji Mizoguchi (1956)
- Chūshingura, regia di Kunio Watanabe (1958)
- Shinran, regia di Tomotaka Tasaka (1960)
- Miyamoto Musashi, regia di Tomu Uchida (1961)
- Akō rōshi, regia di Sadatsugu Matsuda (1961)
- Miyamoto Musashi: Hannyazaka no kettō, regia di Tomu Uchida (1962)
- Miyamoto Musashi: Nitōryū kaigen, regia di Tomu Uchida (1963)
- Umi no koto, regia di Tomotaka Tasaka (1966)
- Sanbaba, regia di Noboru Nakamura (1974)

## Premi
- Mainichi Film Concours come Miglior attrice non protagonista per il film Aoi sanmyaku